# Otholobium polystictum
Otholobium polystictum är en ärtväxtart som först beskrevs av William Henry Harvey, och fick sitt nu gällande namn av Charles Howard Stirton. Otholobium polystictum ingår i släktet Otholobium och familjen ärtväxter. Inga underarter finns listade i Catalogue of Life.